# Sipalolasma humicola
Sipalolasma humicola là một loài nhện trong họ Barychelidae. Loài này phân bố ờ Mozambique.